# 207661 Hehuanshan
207661 Hehuanshan este o planetă minoră (asteroid) din centura de asteroizi. A fost descoperită pe 6 august 2007 la Lulin Observatory⁠(d) de . 
Obiectul prezintă o orbită caracterizată de o semiaxă mare de 2,7540500579175 UAi, o excentricitate de 0,22069857612025, o înclinație de 12,136704487778 ° în raport cu ecliptica.